# 성 (성씨)
성(成)은 한국의 성씨이다. 2015년 대한민국 통계청 인구조사에서 199,124명으로 조사되어 한국의 성씨 인구 23위이다.

## 기원
국조문헌비고(國祖文獻備考)에 따르면 주(周)나라 문왕(周文王)의 일곱째 아들인 성(郕)나라 숙무(叔武)의 후손들이 나라이름을 성으로 삼았다고 한다.
성기(成己)는 고조선의 대신(大臣)으로서 기원전 109년 한 무제(漢武帝)가 고조선을 침입했을 때 대항하였다. 
백제의 좌평(佐平)이었던 성충(成忠)이 『삼국사기(三國史記)』에 기록되어 있다.

## 창녕 성씨
창녕 성씨(昌寧 成氏) 시조 성인보(成仁輔)는 고려시대 호장중윤(戶長中尹)을 역임했다. 
5세손인 성여완(成汝完)이 1336년(고려 충숙왕)에 문과에 급제하여 민부상서와 정당문학상의(政堂文學商議)를 지내고, 조선이 개국되자 검교문하시중(門下侍中) 창녕부원군(昌寧府院君)에 봉해졌다. 성여완의 장남 성석린(成石璘)도 창녕부원군에 봉해지고 1415년(태종 15년) 영의정에 올랐다. 성여완의 차남 성석용(成石瑢)은 대제학(大提學)에 이르렀고, 성여완의 삼남인 성석인(成石因)은 예조판서에 이르렀다. 
조선시대에 문과 급제자 136명, 상신 5명, 대제학 2명, 청백리 5명을 배출하였다.
성석용의 증손자 성삼문(成三問)은 사육신(死六臣) 중 한 사람이다.
성석인의 손자 성봉조(成奉祖)는 세조비 정희왕후(貞熹王后)의 언니와 결혼하여 성종 때 우의정을 지내고, 창성부원군(昌城府院君)에 봉해졌다. 성석인의 증손자 성준(成俊)은 1503년 영의정에 올랐다. 성석인의 6대손 성혼(成渾)은 좌의정에 추증되고, 문묘에 배향되었다.